# Mafia turca
La mafia turca (en turco: Türk mafyası) es el término general para las organizaciones delictivas con sede en Turquía y/o que están compuestas por antiguos ciudadanos de origen turco. Los grupos delictivos con orígenes en Turquía están activos en lo que es toda Europa Occidental, en donde existe una fuerte comunidad de inmigrantes de dicha nación, y menos en Oriente Medio. Los grupos delictivos participan en una amplia gama de actividades delictivas, siendo la más importante a nivel internacional el tráfico de drogas, especialmente heroína. En el tráfico de heroína cooperan con grupos mafiosos búlgaros que transportan la heroína a países como Italia. Recientemente, sin embargo, los grupos de la mafia turca también se han intensificado en el mundo del tráfico de cocaína al participar directamente en la tubería de contrabando masivo de cocaína que se extiende transnacionalmente desde América del Sur hasta Europa. Supuestamente tienen una lucrativa alianza con la organización narcotraficante venezolana conocida como el Cartel de los Soles que les envía cocaína junto con elementos criminales de Ecuador. El crimen organizado turco se ha introducido en los mercados de cocaína menos tradicionales, así como en Europa del Este, el Cáucaso y los ricos estados petroleros del Golfo Pérsico. También se sabe que la Cosa nostra y la mafia turca son extremadamente cercanas. Actividades delictivas como el tráfico de otro tipo de drogas, el juego ilegal, el tráfico de personas, la prostitución o la extorsión se cometen en la propia Turquía, así como en países europeos con una importante comunidad turca como Alemania, Países Bajos, Bélgica, Albania y Reino Unido.[cita requerida]
La mayoría de los sindicatos del crimen turcos tienen su origen en dos regiones: la provincia de Trebisonda en la costa del Mar Negro en el noreste de Turquía y el este y sureste de Anatolia en el sur del país. El origen más grande está en la costa del Mar Negro, ubicado cerca de Trebisonda.

## Historia
La mafia turca estuvo involucrada en el tráfico de armas en la década de 1970 y en el tráfico de heroína desde la década de 1980 hasta la actualidad, y luego pasó a la trata de personas.
Bekir Çelenk fue uno de los miembros de la mafia turca y estuvo involucrado en el complot para asesinar al Papa Juan Pablo II.

### Lazos con el "estado profundo"
Algunos miembros de la mafia turca tienen vínculos con el "estado profundo" de Turquía, incluida la Organización Nacional de Inteligencia (MIT), así como con los Lobos Grises. Estos lazos se hicieron públicos durante el escándalo de Susurluk .

## Grupos criminales
Los grupos criminales compuestos por turcos están activos en todo el país y en comunidades con una gran población étnicamente turca. Ciertos grupos criminales turcos tienen fuertes vínculos con políticos corruptos y miembros corruptos de las fuerzas del orden locales. Están activos en diferentes secciones del crimen organizado y, a menudo, pueden estar vinculados a grupos con motivaciones políticas, como los Lobos Grises. Este puede ser especialmente el caso de los delincuentes en las comunidades de inmigrantes turcos. Las poderosas e importantes organizaciones criminales turcas tienen su origen principalmente en la provincia de Trrbisonda e incorporan miembros de las poblaciones turca y laz.

### Grupos criminales del este del Mar Negro
Aunque los grupos criminales compuestos por turcos provienen de todo el país, una cantidad relativamente alta de ellos tiene su origen en la región del Mar Negro de Turquía, especialmente en Trebisonda. Estos grupos formados por turcos y laz son especialmente fuertes en el propio país.[cita requerida] Los jefes criminales del este del Mar Negro, como Alaattin Çakıcı y Cengiz Telci, son conocidos por tener vínculos o ser miembros del grupo de motivación política como los Lobos Grises.

### Grupos criminales turcochipriotas
Tras la importante inmigración de turcochipriotas a Londres, se formaron bandas criminales compuestas por turcochipriotas en los barrios de clase trabajadora. Principalmente involucrados en el tráfico de drogas, robo a mano armada, y el lavado de dinero, estos clanes criminales tienen más en común con las firmas criminales británicas blancas tradicionales que con la mafia turca.[cita requerida]

### Grupos criminales kurdos
Algunos grupos criminales de etnia kurda tienen su origen en la parte del sudeste de Anatolia en Turquía. Se cree que estos grupos se basan en gran medida en clanes y se cree que su principal fuente de ingresos es el tráfico de heroína y armas. Algún grupo de esos líderes, como Hüseyin Baybaşin, había estado activo en países de Europa occidental, especialmente en Gran Bretaña . Algunas fuentes turcas les han acusado de tener vínculos con el PKK, pero nunca confirmado por las autoridades.

### Familias criminales de Zaza en toda Europa
Si bien los grupos étnicamente zaza no son dignos de mención en la propia Turquía, se han formado grandes comunidades de inmigrantes aleví zaza en Gran Bretaña y Alemania . Las bandas criminales de estas comunidades tienen vínculos con otros capos del crimen turcos y kurdos y están involucradas en el tráfico de drogas y el asesinato por contrato. Un ejemplo en Londres es la brutal guerra territorial entre bandas turcas, como los llamados Tottenham Boys y los Hackney Turks . Los Tottenham Boys y Hackney Turks son principalmente bandas de etnia kurda, pero también tienen algunos miembros turcos.